# Nauru
République de Nauru
(na) Ripubrikin Naoero 
(en) Republic of Nauru 
Nauru (/na.u.ʁu/,), en forme longue la république de Nauru (en nauruan : Naoero et Ripublik Naoero ; en anglais : Republic of Nauru), est un État insulaire d'Océanie situé en Micronésie, dont la population est estimée à 9 811 habitants en 2022. C'est l'un des plus petits États du monde et, à partir de 1968, la plus petite république du monde. 
Située à 42 km au sud de l'équateur, l'île a une superficie de 21,3 km2 et est formée d'un plateau central peu élevé culminant à 71 m au Command Ridge, ceinturé par une étroite plaine côtière. Sur cette plaine se concentrent les logements et les infrastructures industrielles, agricoles, publiques et de transport, l'intérieur des terres a été presque entièrement dévolu à l'extraction du minerai de phosphate qui a constitué la seule richesse naturelle de Nauru. La terre la plus proche est l'île de Banaba, dans les Kiribati, dont la capitale, Tarawa-Sud, se situe à 705 kilomètres de Nauru. Le pays n'a pas de capitale officielle ; toutefois, Yaren est désigné de facto comme capitale car le district abrite le Parlement.

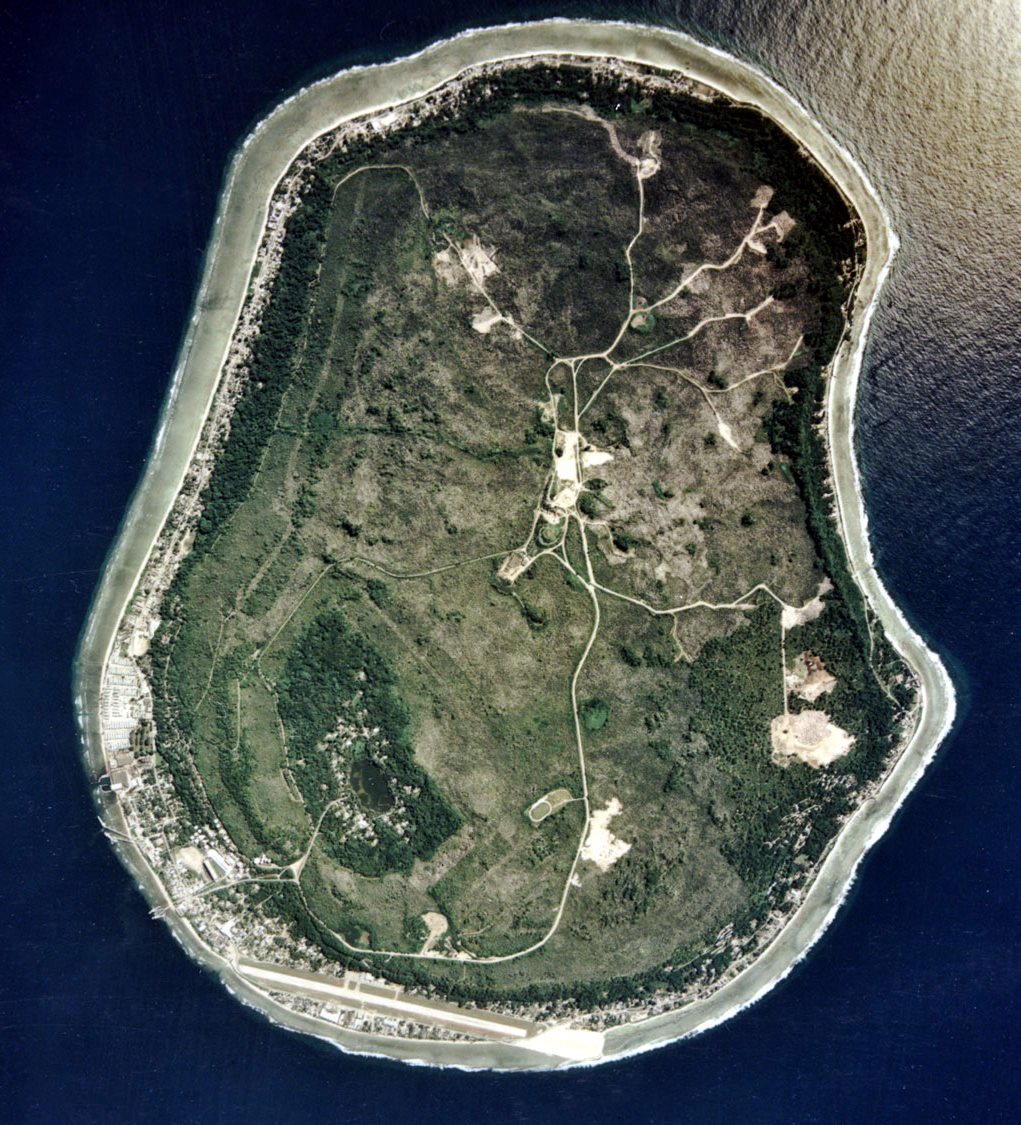
Image satellite de Nauru en 2002.

L'île, alors peuplée de quelques centaines de Nauruans aux origines micronésiennes et mélanésiennes, est approchée par le navigateur britannique John Fearn en 1798. Elle accède à l'indépendance le 31 janvier 1968. Entre ces deux dates, elle est successivement colonie allemande de 1888 à 1914 puis australienne de 1914 à 1968 avec une période d'occupation japonaise entre 1942 et 1945. Son histoire économique est centrée sur le phosphate. Son extraction et son exportation débutent en 1906. Cette ressource, d'abord exploitée au bénéfice des nations colonisatrices de l'île, permet à la population de Nauru d'accéder à un très haut niveau de vie à partir de l'indépendance en 1968. En 1974, son produit intérieur brut par habitant est le deuxième le plus élevé au monde, ce qui a permis d'y créer « un modèle d’État-providence exempt d’impôts, où l’éducation, les transports, les services de santé, et même le logement sont entièrement pris en charge par l’État, sans aucuns frais pour ses citoyens ». Cependant, dès les années 1990, l'épuisement des réserves minières, une mauvaise gestion des finances publiques et la dégradation de la santé publique caractérisée par l'apparition de maladies liées à une mauvaise hygiène de vie entraînent une paupérisation de la population et de l'État, aboutissant à une faillite générale.
La population de Nauru est très fortement marquée dans sa structure et sa culture par la colonisation : majoritairement de religion protestante, elle est principalement composée de Nauruans, mais comporte une minorité chinoise et quelques Européens et Océaniens. Le nauruan, bien que seule langue officielle de l'île, est supplanté par l'anglais dans les relations formelles, largement employé dans le commerce, l'administration et les études supérieures. Le dollar australien est resté la monnaie du pays à son indépendance, et le sport national est le football australien.

## Étymologie
L'étymologie de « Nauru » est incertaine. L'Allemand Paul Hambruch, qui visite l'île au début du XXe siècle, indique que Naoero peut être interprété comme la contraction de la phrase a-nuau-a-a-ororo, qui s'écrirait aujourd'hui A nuaw ea arourõ, signifiant « je vais à la plage ». Anáoero entre en 1920 dans le dictionnaire colonial allemand.
L'Alsacien Alois Kayser, qui séjourne plus de trente ans sur Nauru au début du XXe siècle et étudie le nauruan, rejette l'explication de Paul Hambruch pour le motif qu'il manque le verbe de mouvement rodu, associé au mot « plage ». En effet, les Nauruans considèrent la plage comme le lieu le plus bas géographiquement aussi bien en ce qui concerne la terre que la mer. Ainsi, selon lui, l'absence de ce verbe dans la traduction de Paul Hambruch l'invalide, de même que l'étymologie de Naoero et par la même occasion de « Nauru ».
L'île a pris différents noms suivant les époques et les empires coloniaux en possession de ce territoire : les premiers colons britanniques l'ont appelée Pleasant Island (« Île Agréable ») ou encore Shank Island, tandis que les colons allemands l'ont nommée Nawodo ou Onawero. Finalement, le nom actuel « Nauru » est créé afin qu'Européens et Nord-Américains aient une appellation commune, tandis qu'en nauruan, la langue parlée par les Nauruans, le pays est nommé Naoero.

## Histoire

### Période précoloniale
Les événements antérieurs à la colonisation de Nauru à la fin du XIXe siècle sont peu connus faute de sources scripturales et en la quasi-absence de données archéologiques.
Possiblement peuplée à l'origine de Mélanésiens et de Micronésiens, il existe des preuves d'une éventuelle influence polynésienne.
L'île connaît l'arrivée d'une seconde vague de migration venant des littoraux chinois via les Philippines, aux alentours de 1200 av. J.-C.. La société nauruane s'organise alors en douze tribus (qui sont représentées par l'étoile à douze branches sur le drapeau du pays), parlant chacune un dialecte différent du nauruan, la langue originaire de l'île. Ces douze tribus initiales sont : Deiboe, Eamwidara, Eamwit, Eamwitmwit, Eano, Eaoru, Emangum, Emea, Irutsi, Iruwa, Iwi, et Ranibok.
La population cultive des noix de cocos, bananes, pandanus et takamakas, et pratique la pisciculture des poissons-lait dans deux lagunes de l'île, notamment la lagune Buada.

### Période coloniale, occupations et mandats

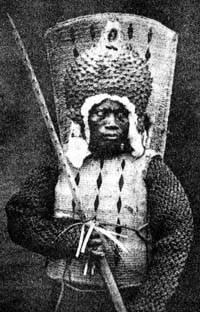
Guerrier nauruan en 1880.

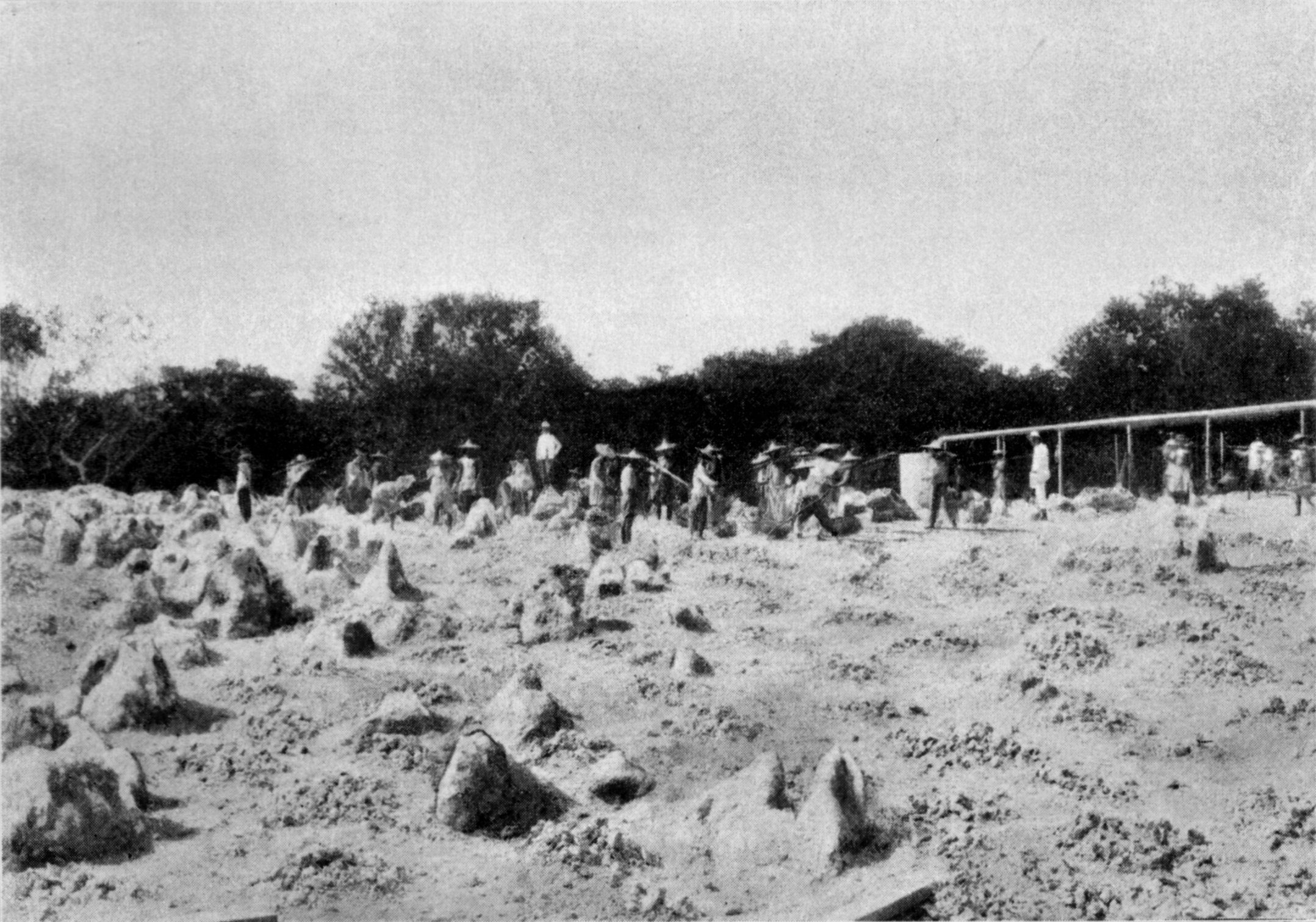
Travailleurs chinois exploitant le phosphate.

Nauru est approchée par les Européens le 8 novembre 1798 par le capitaine britannique John Fearn. L'île sert alors de refuge à des déserteurs et des contrebandiers,. À partir de 1872, des commerçants allemands ainsi que des missionnaires protestants de Brême s'installent à Nauru. Des missionnaires catholiques de Hambourg arrivent en 1875. En 1878, une guerre civile tribale se déclenche chez les Nauruans au cours de laquelle un tiers de la population disparaît,. Le conflit prend fin le 16 avril 1888 lorsque l'Empire allemand annexe Nauru sous prétexte de rétablir la paix.
Les Allemands développent tout d'abord la culture du cocotier dont ils exportent le coprah mais la véritable mise en valeur de l'île prend ses sources en 1900 lorsque d'énormes gisements de phosphate sont découverts. L'extraction commence en 1906 ; différentes compagnies minières se succèdent au fil du temps sur l'île. Elles y font venir de nombreux ouvriers étrangers, chinois et océaniens. Dans le même temps, des missionnaires s'installent sur l'île, évangélisent, instruisent et occidentalisent la population.

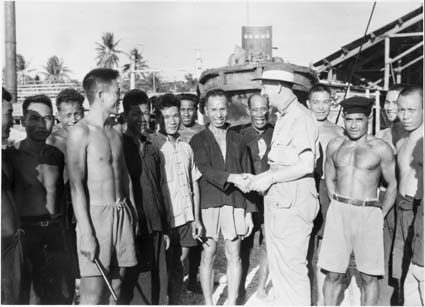
L'ingénieur chef de la British Phosphate Commission accueilli par des Chinois de Nauru en 1938.

En 1914, Nauru est confisquée par les Alliés, comme le reste des colonies allemandes, lorsque l'Australie prend possession de l'île le 6 novembre 1914.
Le statut de Nauru sera un point d'achoppement entre négociateurs de l'Empire britannique. Nauru est revendiquée avec véhémence tant par le gouvernement australien que par celui de Nouvelle-Zélande, au point que l'on sera forcé en mai 1919 de trouver une solution de compromis, faisant du mandat sur cette petite île le seul directement attribué à l'Empire britannique dans le Pacifique par le traité de Versailles. Dans les faits, seule l'Australie administre la colonie,,. L'extraction du phosphate se poursuit tout au long de la Première Guerre mondiale mais c'est durant l'entre-deux-guerres que la production décolle, la demande des agriculteurs australiens et néo-zélandais s'accroissant.

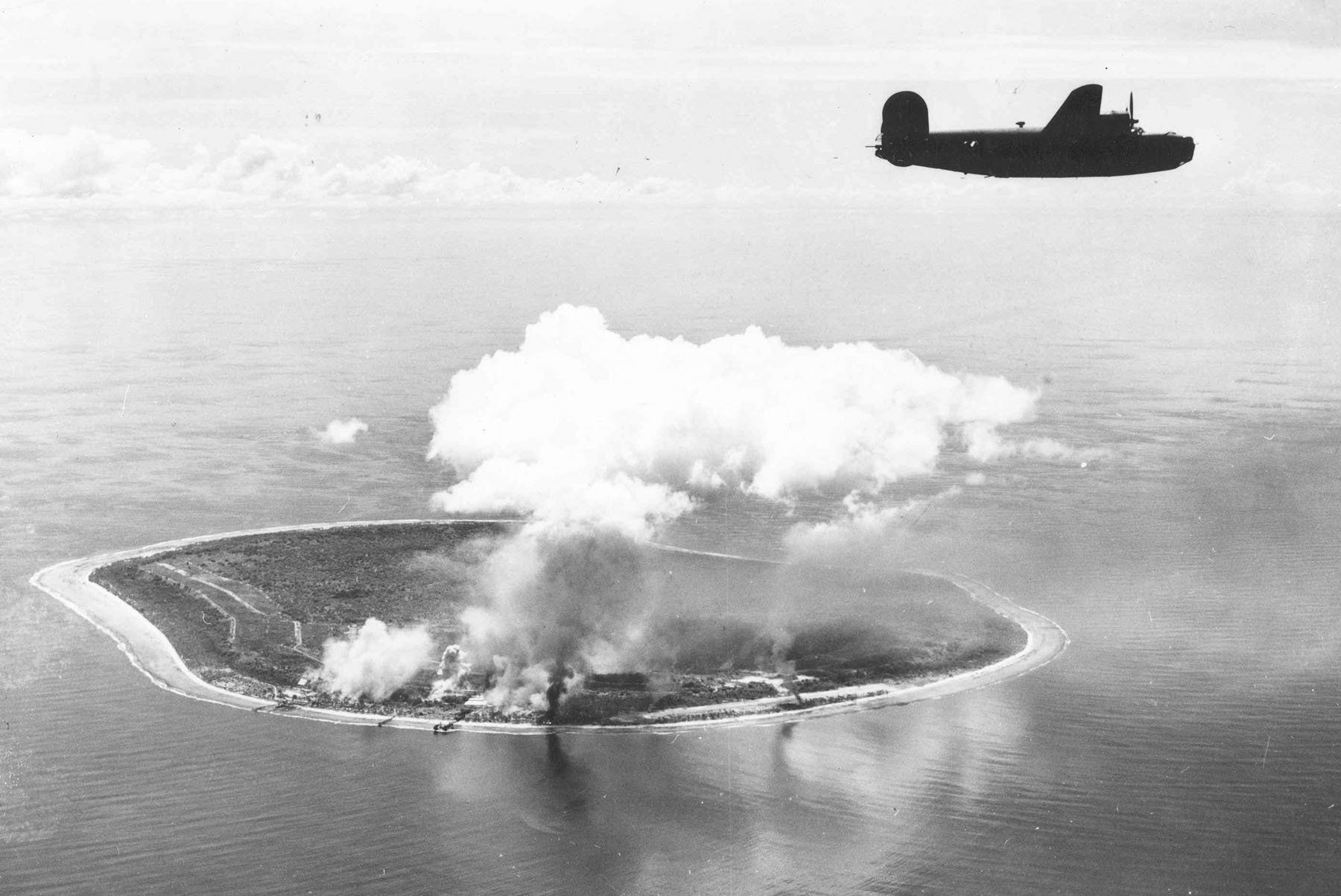
Bombardement allié sur Nauru.

Au début de la Seconde Guerre mondiale, en décembre 1940, Nauru subit des attaques de la marine allemande. Les infrastructures servant à l'exportation du phosphate sont bombardées et cinq minéraliers sont coulés. À partir d'août 1942, l'île, partiellement évacuée par les Occidentaux, est occupée par les Japonais après le succès de l'opération RY. Ils la fortifient et font construire par des travailleurs forcés une piste d'atterrissage qui sera la base de l'actuel aéroport international de Nauru. Courant 1943, les Américains bombardent l'île dans le cadre de leur reconquête des îles du Pacifique, mais n'y débarquent pas. Les habitants et occupants de Nauru, coupés des lignes d'approvisionnement japonaises, commencent alors à manquer de ravitaillement. Les Japonais décident en conséquence de déporter 1 200 Nauruans dans les îles Truk où ils sont astreints à des travaux forcés. Ceux qui restent sur l'île survivent dans des conditions très précaires,. Le 13 septembre 1945, onze jours après la signature des actes de capitulation du Japon, la garnison de Nauru signe sa reddition. L'île repasse alors dans le giron australien. Les derniers déportés des îles Truk, qui ne sont plus que 737, sont rapatriés sur Nauru le 31 janvier 1946,.
Les Nations unies réattribuent en 1947 Nauru à l'Empire britannique et son administration à l'Australie,. Les exportations de phosphate reprennent mais les Nauruans ne profitent que très peu des retombées économiques. Hammer DeRoburt, à la tête d'un groupe de jeunes gens éduqués en Australie, devient le porte-parole des revendications des Nauruans, qui consistent à demander plus d'autonomie et une meilleure répartition des bénéfices du phosphate. Un Conseil de gouvernement local est créé fin 1951 avec à sa tête Hammer DeRoburt, futur premier président de Nauru,. En 1964, un projet australien de déplacement de la population nauruane sur l'île Fraser puis sur l'île Curtis est abandonné car les Nauruans désirent à terme l'indépendance, ce que leur refuse l'Australie.

### Indépendance

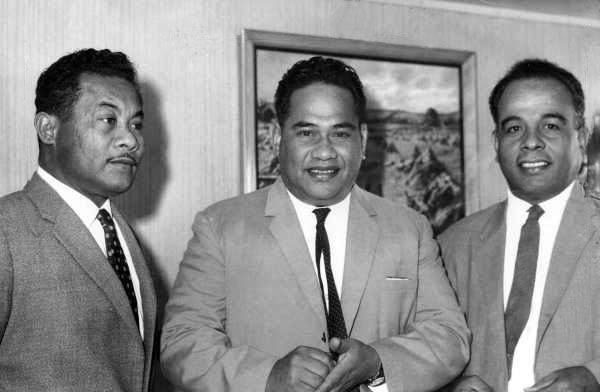
Hammer DeRoburt le père de l'indépendance entouré de deux hommes politiques nauruans en 1968

Nauru devient indépendante sous la forme d'une république le 31 janvier 1968 au terme d'une période de transition durant laquelle les organismes économiques et politiques sont peu à peu transférés aux Nauruans. Aux commandes de l'île et de son économie, alors que le cours du phosphate atteint son plus haut niveau dans les années 1970, les Nauruans s'enrichissent considérablement. La population atteint très vite un des plus hauts niveaux de vie du monde et adopte les pratiques d'une société de consommation. Soucieux de préparer l'avenir du pays une fois les réserves de phosphate épuisées, le gouvernement effectue des acquisitions immobilières et foncières à l'étranger,,. Le mode de vie occidental se révèlera par la suite néfaste pour la santé des Nauruans avec une hausse des cas de certaines maladies (notamment l'obésité et le diabète) se traduisant par une baisse de l'espérance de vie. Les taux de mortalité infantile, juvénile et adulte ont grimpé et l'espérance de vie a chuté à 55 ans en moyenne (49 ans pour les hommes) au début des années 2020.
Après avoir exploité le gisement en surface, on a opté pour un traitement du gisement par dissolution in situ, puis par traitement de la solution pompée ; cette technique a réduit les dommages paysagers visibles, mais a généré de nouveaux problèmes de déchets toxiques chimiques, de pollution des sols et des eaux souterraines, toujours au détriment de la santé environnementale. En 2024, la plupart des 14 000 habitants ne bénéficient plus d'un environnement sain permettant de s’adonner normalement à des activités physiques et d'avoir un mode de vie favorisant la santé.
Face aux séquelles minières désastreuses, en 1989, Nauru porte plainte devant la Cour internationale de justice contre l'Australie, réclamant compensation pour la destruction du centre de l'île provoquée par l'extraction de phosphate. Hors tribunal, l'Australie, le Royaume-Uni et la Nouvelle-Zélande acceptent de verser plusieurs dizaines de millions de dollars australiens à l'État nauruan. En réalité, les séquelles concernent aussi la mer, car les fonds marins également riches en phosphates ont été dragués à proximité de l'île par des dragues qui aspiraient le fond marin pour en extraire un sédiment riche en phosphate, traité sur l'île pour en faire de l'engrais. Les engins de dragage ont gravement altéré les fonds marins et leurs écosystèmes.
Lorsque les gisements de phosphate s'épuisent au début des années 1990, il s'avère que les investissements immobiliers prévus par le gouvernement se révèlent infructueux et que les caisses de l'État ont pratiquement été vidées par le détournement de fonds et la corruption (« des choix politiques ont facilité l’octroi de contrats favorables à des entreprises étrangères en échange de faveurs, entraînant des conséquences désastreuses », avec une augmentation des saisies, un effondrement de l’industrie). Confrontée à une grave crise économique, l'île voit les présidents se succéder, tentant de remplir les caisses de l'État, tandis que les saisies se multiplient,. N'ayant aucune autre ressource que celle qui est en train de s'épuiser, ils font le choix du blanchiment d'argent,, de la vente de passeports, de l'accueil de réfugiés demandant l'asile en Australie et jugés indésirables dans ce pays (la « solution du Pacifique »), et vraisemblablement du monnayage des votes aux Nations unies à partir du moment où Nauru y adhère en 1999 et à la Commission baleinière internationale lors de son admission en 2005. Depuis 2004, une nouvelle majorité déclare cesser les activités qui font de Nauru un paradis fiscal et lancer des plans de restructuration de l'économie nauruane.
En mai 2016, Nauru dépénalise officiellement l'homosexualité,.
Nauru souhaite réhabiliter les terres abîmées par l'exploitation minière. La Nauru Rehabilitation Corporation est créée à cet effet. Quinze des vingt-et-un kilomètres carrés de Nauru sont alors inutilisables. En 2019, les autorités se donnent vingt ans pour restaurer un quart des terres. L'objectif est de les traiter toutes, pour une durée de cent ans et un budget d'un milliard de dollars. En 2018, seule une petite zone au niveau de la prison de Nauru est restaurée.

#### Crise sanitaire
En 2001, le navire norvégien MV Tampa (en), qui avait secouru 438 réfugiés d'un bateau échoué, recherchait un port en Australie pour les déposer ; c'est devenu un problème international connu sous le nom de Tampa affair (en) lorsque l'Australie a refusé l'accès à ses ports, a fait monter les réfugiés à bord du navire militaire australien HMAS Manoora (L 52) (en) et les a amenés dans deux camps de rétention à Nauru, qui sont ensuite devenus une partie de la Solution du Pacifique du gouvernement Howard. Nauru géra ces centres de rétention, State House et Topside, en échange de plusieurs millions de dollars d'aides financières annuelles en provenance d'Australie,. Le gouvernement australien a envoyé dans ces camps, en 2006 et 2007, d'autres demandeurs d'asile, puis ces camps ont été fermés en 2008, avant d'être ouverts à nouveau en août 2012. Dans les mois suivants, le Haut Commissariat des Nations unies pour les réfugiés a dénoncé les conditions d'accueil des réfugiés à Nauru, car elles ne respectaient pas les normes internationales ; en 2016, Amnesty International les a qualifiées d'horribles ; fin 2018, le HCR, le Royal Australasian College of Physicians (en) et Médecins sans frontières ont demandé l'évacuation médicale immédiate de tous les réfugiés et demandeurs d’asile de Nauru, en raison de la situation sanitaire critique : 78 cas de tentatives de suicide, de pensées suicidaires et d’automutilation ont été constatés au cours des 11 mois précédents parmi leurs patients à Nauru,. En 2023, les demandeurs d'asile ne sont plus qu'une dizaine.

## Géographie

Carte de Nauru.

La République de Nauru n'est constituée que d'une seule île qui se situe en Océanie, dans l'Ouest de l'océan Pacifique sud. Elle fait partie de l'ensemble régional appelé Micronésie, à 56 kilomètres au sud de l'équateur et sur le 167e méridien Est. C'est une île isolée qui n'appartient à aucun sous-ensemble insulaire. La terre la plus proche, la petite île de Banaba, se situe à une distance de 288 kilomètres à l'est, tandis que vers l'ouest-nord-ouest, l'archipel le plus proche, celui des Gilbert se trouve à environ 695 km. Au sud-ouest, les îles Salomon sont à environ 1 100 km.
L'île, ancien volcan recouvert de calcaire corallien exondé appelé makatea, est grossièrement ovale et constituée d'un plateau central peu élevé occupant environ 80 % de la superficie de l'île. Le point culminant de Nauru est le Command Ridge, avec 71 mètres d'altitude. Ce plateau est constitué de tourelles calcaires entre lesquelles se logeait du minerai de phosphate considéré comme le plus pur au monde. Celui-ci a fait l'objet d'une extraction intensive durant tout le XXe siècle. Cette exploitation, bien qu'ayant enrichi considérablement mais temporairement la population de Nauru, a bouleversé la topographie de l'île, irrémédiablement détruit la forêt tropicale qui se trouvait sur le plateau et endommagé le récif corallien qui fait intégralement le tour de l'île.
Une plaine côtière très étroite (120 à 300 m de largeur) fait le tour de l'île. Relativement fertile, elle permet une agriculture vivrière sur les quelques terres arables non construites.
L'hydrographie est quasiment inexistante sur l'île à l'exception de la lagune Buada, un lac qui se trouve sur le plateau et qui accueille sur ses rives quelques cultures et une petite partie de la population.
Le climat est tropical avec une mousson de novembre à février et une période sèche pouvant aller jusqu'à la sècheresse,. L'île n'est pas soumise au passage des cyclones tropicaux car trop proche de l'équateur,.
La population de Nauru est concentrée sur la bande côtière de l'île, formant un ruban urbain presque continu avec des densités moindres au nord-est. L'unique autre foyer de population est centré autour de la lagune Buada, le reste du centre de l'île étant constitué d'un plateau calcaire rendu inculte et extrêmement aride à la suite de l'exploitation de son phosphate. Il n'y a pas à proprement parler de villes à Nauru, l'État ne dispose pas de capitale.
Le réseau de transport à Nauru adopte une structure relativement simple en raison de la petite taille de l'île qui ne comporte pas de reliefs majeurs. La Island Ring Road, la route circulaire longeant la côte de 12 km, fait le tour de l'île et une autre permet de rejoindre la lagune Buada. Ce réseau est complété par une série de pistes liées à l'extraction minière. Il existe un chemin de fer d'exploitation à voie étroite utilisé dans le passé par l'industrie phosphatière. Nauru, très éloignée des principaux archipels du pacifique, ne dispose pas de ports en eau profonde. Les produits importés doivent donc être amenés à quai par de petites barges tandis que les cargos restent au large. Ceci a conduit à la construction près du port d'Aiwo de deux structures en porte à faux s'avançant en pleine mer permettant de charger les phosphatiers ancrés plus loin. Quelques vols hebdomadaires de la compagnie nationale Our Airline sont assurés depuis l'aéroport international de Nauru, le seul de l'île.
L'île étant très isolée, l'accès aux voyageurs est difficile, et coûteux. Sur place, la vie est très chère, et l'île n'est pas touristique avec ses paysages de désolation arides et industriels. L'érosion, et les fortes pluies ont balayé ce qui restait de terre fertile à l'intérieur de l'île. Elle est aussi frappée par la montée des eaux due au réchauffement climatique, ce qui risque d'entraîner à terme des départs de population.

### Faune et flore

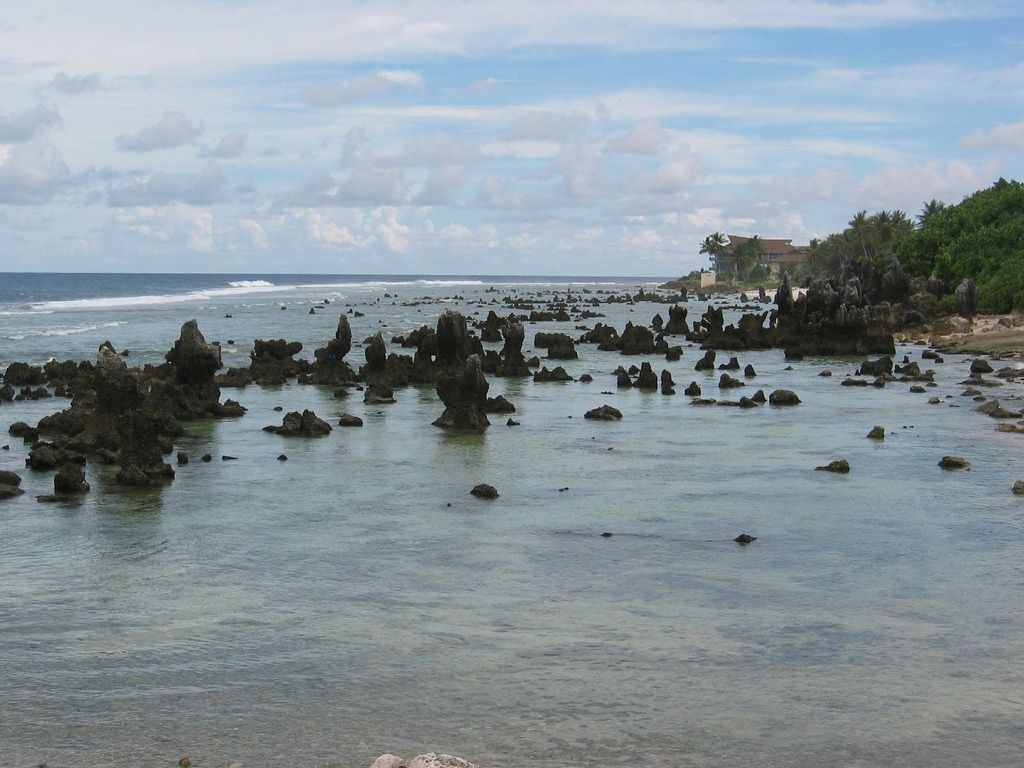
Pointes de corail sur la plage.

La végétation tropicale est relictuelle sur la partie émergée du littoral et autour de la lagune Buada mais relativement absente au centre de l'île à la suite de l'exploitation minière.
Quelques espèces endémiques ou indigènes se rencontrent sur Nauru mais leur survie est compromise par la destruction de leurs milieux (exploitation minière, pollution) et par l'introduction d'espèces invasives (chien, chat, poule, rat polynésien, ...).
L'avifaune comprend 27 espèces, dont une seule endémique, la rousserolle de Nauru.
L'environnement marin (en particulier la ceinture de corail qui entoure l'île) a largement été dégradé par les dragages, les rejets liés à l'exploitation des phosphates et l'urbanisation.

### Subdivisions administratives
Nauru ne possède pas de division territoriale correspondant aux communes. L'île est divisée en 14 districts regroupés en 8 circonscriptions électorales, mais aucun n'a de chef-lieu. Les districts sont :
| - Aiwo - Anabar - Anetan - Anibare - Baiti - Boe - Buada | - Denigomodu - Ewa - Ijuw - Meneng - Nibok - Uaboe - Yaren |

## Politique

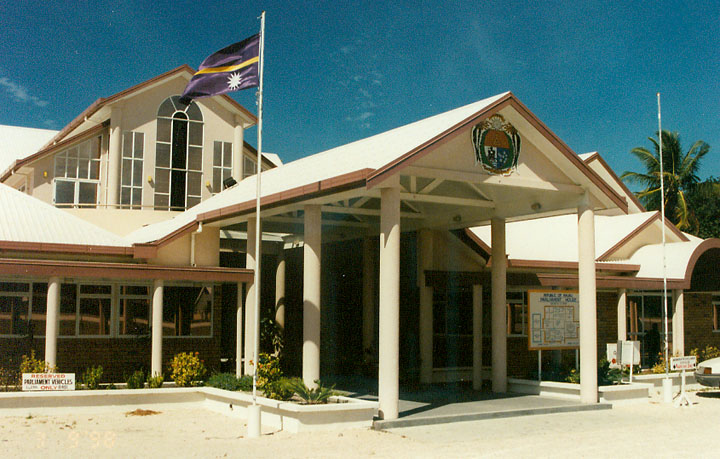
Parlement de Nauru.

Nauru est une démocratie parlementaire. Le Parlement de Nauru est composé de dix-neuf membres et est élu tous les trois ans, un chiffre considérable pour un si petit pays, chaque parlementaire représente environ 320 votants. L'assemblée élit un président parmi ses membres, lequel nomme un Cabinet de cinq à six personnes. Le président est à la fois chef de l'État et chef du gouvernement. Le système politique du pays se rapproche du bipartisme libre, les deux principaux partis étant le Parti démocrate et le Naoero Amo.
Entre 1999 et 2003 une série de votes de défiance et d'élections ont amené René Harris et Bernard Dowiyogo à diriger le pays en alternance. Le 10 mars 2003, à Washington, Bernard Dowiyogo, alors qu'il dirige le pays, meurt à la suite d'une opération cardiaque. Ludwig Scotty est élu président le 29 mai 2003, faisant penser que la période d'instabilité politique va s'achever. Cependant en août 2003, un nouveau vote de défiance est passé et René Harris est de nouveau élu président. À nouveau en minorité en 2004 à la suite de l'état de faillite dramatique de sa république, René Harris est battu une nouvelle fois par Ludwig Scotty, qui déclare l'état d'urgence et dissout le parlement après le rejet de son budget. Marcus Stephen lui succède le 19 décembre 2007, et demeure quatre ans à la tête de l'État, non sans difficulté en raison d'une faible majorité parlementaire.
Le trait dominant de la politique étrangère de Nauru est l'opportunisme. Entré en 1999 à l'ONU et membre de 17 autres organismes internationaux, l'État, constamment en quête d'aides lui permettant de sortir la tête de l'eau, monnaye ses votes.
C'est ainsi que Nauru est l'un des rares pays à reconnaître Taïwan, pays qui fut d'ailleurs le seul à maintenir une ambassade sur place. Le 15 janvier 2024, le pays annonce rompre ses relations diplomatiques avec Taïwan au profit de la Chine continentale,,. 
L'île a aussi voté en faveur de la fin du moratoire sur la chasse à la baleine à la commission baleinière internationale en échange du soutien économique du Japon. Le 15 décembre 2009, Nauru reconnaît l'indépendance de l'Abkhazie et de l'Ossétie du Sud moyennant 50 millions de dollars pour financer les besoins essentiels du pays. Le 29 novembre 2012, Nauru vote contre l'admission de la Palestine en tant qu’État observateur aux Nations unies, avec huit autres pays dont les proches États insulaires des Palaos, des Îles Marshall et des États fédérés de Micronésie.

## Économie

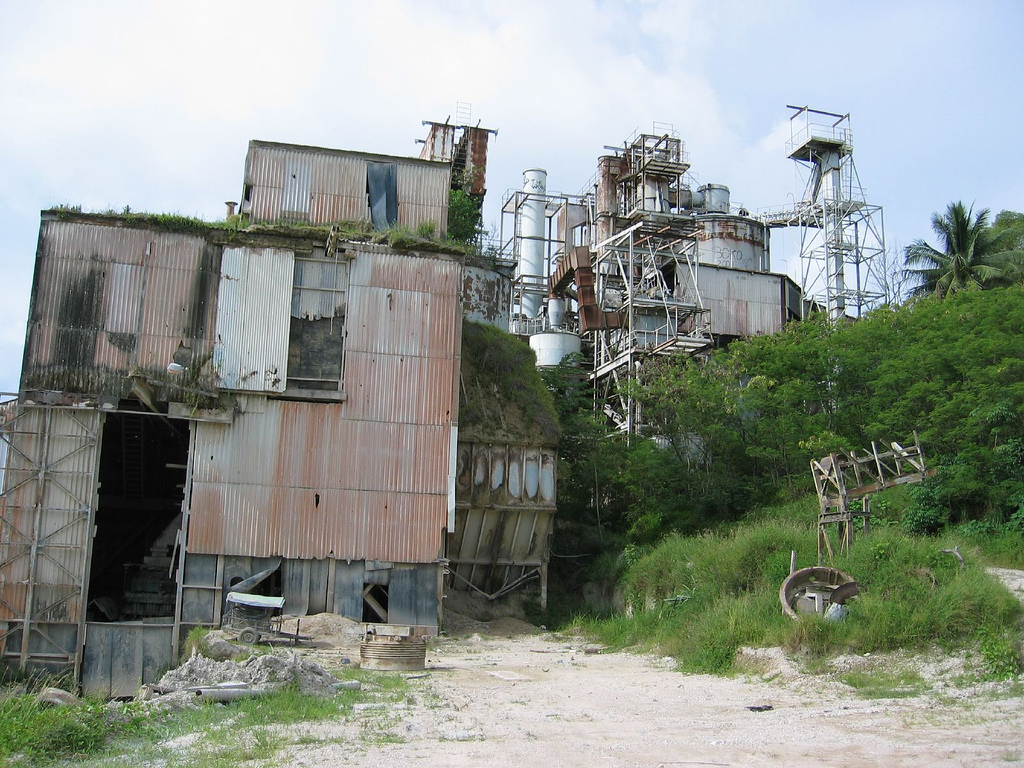
Usine de raffinage du phosphate, tombant en ruines.

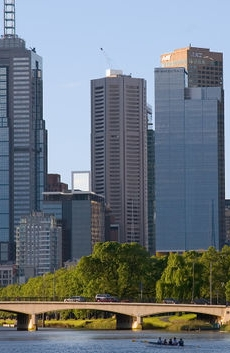
Le Nauru House, gratte-ciel construit par Nauru à Melbourne.

Avec un PIB nominal de 150,8 millions de dollars US en 2015, l'économie de Nauru est l'une des trois plus faibles du monde.
Nauru a profité durant 30 ans de la richesse apportée par le phosphate, une ressource dont on savait dès les années 1950 qu'elle serait épuisée au tournant du XXIe siècle. 1974 est une année record pour l'île avec 225 millions d'euros de bénéfices. Le PIB par habitant de Nauru est alors le second du monde après celui de l'Arabie saoudite. Le modèle de développement suivi par l'île à l'indépendance est marqué par un important étatisme économique, les revenus du phosphate collecté par l'entreprise publique Nauru Phosphate Corporation sont engrangés par le Nauru Phosphate Royalties Trust (en) qui place les fonds de manière à fournir à l'île une rente pour le futur. De nombreuses autres entreprises publiques sont lancées telles Air Nauru qui dessert tout le Pacifique et va s'avérer à elle seule un véritable gouffre économique. À la fin des années 1990, l'État emploie 1 600 Nauruans.
La production connaît un fort déclin à la fin des années 1990, elle passe de 1,67 million de tonnes en 1985-1986 à 162 000 tonnes en 2001-2002. Elle cesse totalement en 2003. En 2006, elle reprend après des travaux de remise à niveau des infrastructures minières menés par une entreprise minière australienne en partenariat avec la RONPHOS, la nouvelle entreprise publique du phosphate à Nauru. L'exploitation primaire devrait être terminée en 2010. Une exploitation secondaire consistant à récupérer le phosphate situé en dessous des pinacles est planifiée. Cette nouvelle forme d'extraction ainsi que la vente de gravier obtenue après concassage et vendu aux petites nations océaniennes voisines devrait assurer à Nauru des rentrées d'argent pour 30 ans. Parallèlement, un programme de réhabilitation des terres est prévu. Cependant en 2018, l'exploitation du phosphate résiduel coûte plus cher que le phosphate extrait.
Pour faire face à ses dettes et couvrir ses besoins les plus urgents, Nauru a recours, à partir de la fin des années 1990, à des solutions parfois à la limite de la légalité. Le pays devient un paradis fiscal et est mis sur la liste noire du Groupe d'action financière en 2000. On compte à l'époque 400 banques fantômes (en) (shell banks) domiciliées à Nauru. Le pays vend aussi des passeports au prix fort, un trafic qui aurait rapporté 7,4 millions de dollars au pays. Ces affaires conduisent les États-Unis à qualifier le pays d'État voyou, Nauru perd toute crédibilité aux yeux de la communauté internationale. Au milieu des années 2000, Nauru adopte une politique financière plus stricte, ce qui lui permet de régulariser sa situation auprès des instances internationales. En janvier 2016, le pays figure sur la liste française des paradis fiscaux.
De 2001 à 2007, Nauru héberge un centre de détention d'immigrés clandestins pour le compte de l’Australie. Ce centre a constitué une manne financière importante, représentant jusqu'à 20 % des revenus de l'île. À la suite de la fermeture de ce centre, le ministre des Affaires étrangères Kieren Keke annonce que Nauru va devoir faire face à « une crise de chômage majeure ». En 2013, Nauru accepte d'accueillir des migrants clandestins refoulés d'Australie, en échange d'une aide financière. En 2021, Nauru sert à nouveau de lieu de détention pour le compte des autorités australiennes, en abritant des demandeurs d’asile qui ont tenté de chercher refuge en Australie.
En 2019, Nauru a un de taux de chômage élevé, celui-ci atteignant les 18%. Ce taux est lié à l'enclavement de l'île et à un abandon des structures industrielles lors de la décolonisation.
Nauru se tourne vers l'extraction de ressources situées à quatre kilomètres de profondeur sous l'eau. Il s'agit notamment de nickel, de cobalt et de manganèse. L'exploitation doit débuter à partir de 2025.

## Démographie

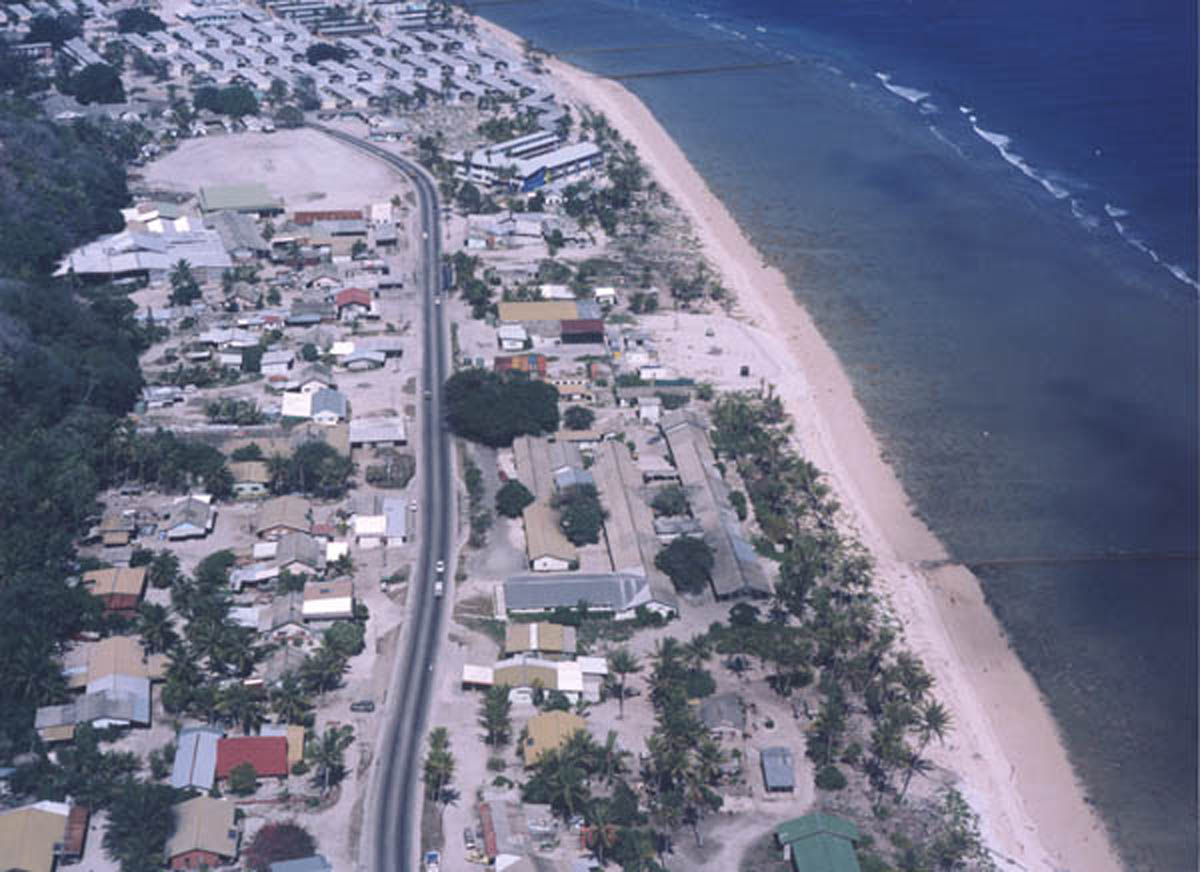
Vue aérienne des districts de Denigomodu et Nibok.

Selon le CIA World Factbook, 9 267 personnes résident à Nauru, 58 % sont Nauruans, 26 % Océaniens, 8 % Chinois et 8 % Occidentaux. Cependant, le dernier recensement effectué sur Nauru en 2002 donne une population totale de 9 872 et certaines sources estiment que la population de l'île est située en 2007 dans une fourchette de 7 500 à 8 000 résidents en raison du rapatriement de la plupart des travailleurs Gilbertins et Tuvaluans courant 2006.
En 2011, la population du pays est estimée à 10 084 habitants.[réf. souhaitée]
La langue officielle est le nauruan mais l'anglais est très répandu en tant que langue de travail du gouvernement et dans le commerce.
Les habitants sont majoritairement chrétiens (deux tiers sont protestants, un tiers catholiques). La constitution octroie la liberté de culte, cependant le gouvernement a restreint ce droit pour deux religions : l'Église de Jésus-Christ des saints des derniers jours (mormonisme) et l'Église des Témoins de Jéhovah, dont les fidèles sont le plus souvent des employés étrangers travaillant pour la Nauru Phosphate Corporation.
L'accroissement du niveau de vie au fil du XXe siècle a eu des effets néfastes sur la santé publique. Les Nauruans sont l'une des populations où le taux d'obésité est le plus élevé au monde, et parmi les adultes, 90 % ont un surpoids. Nauru possède le plus fort taux mondial de diabète de type 2 (40 % de la population est affectée). On constate aussi un fort taux de problèmes rénaux et d'insuffisance cardiaque, l'espérance de vie a chuté à 58 ans pour les hommes et 65 ans pour les femmes. Nauru est classé deuxième mondial concernant le pourcentage de fumeurs (tabac : 47 % de la population adulte en 2012).
Le taux d'alphabétisation est de 97 %, l'éducation est obligatoire pour les enfants de 6 à 15 ans. Il existe un campus de l'Université du Pacifique Sud sur l'île. Avant que ce dernier ne soit construit, les étudiants devaient se rendre en Australie pour faire des études universitaires.

## Culture

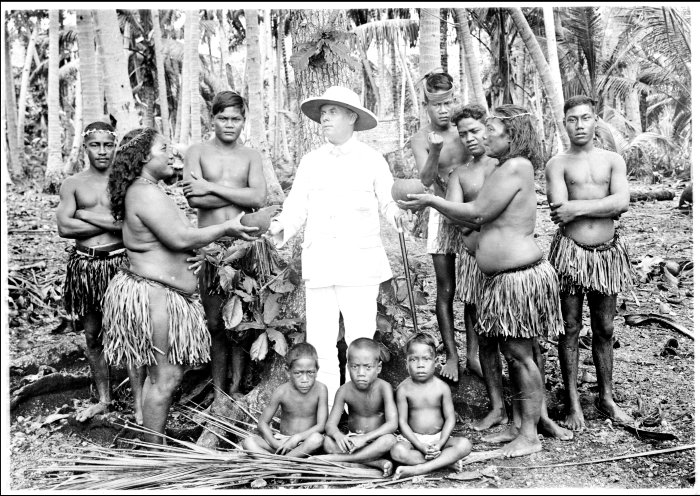
Un missionnaire à Nauru entouré de Nauruans vêtus traditionnellement en 1916-17

Les Nauruans, longtemps très isolés du monde extérieur, ont élaboré une mythologie et une langue propres. Ils ont développé des jeux de ficelle très sophistiqués, des techniques de pêche et de chasse propres. Les danses et les chants forment une composante importante de la culture.
Cette culture traditionnelle a été bouleversée par les colonisations successives, l'évangélisation, l'industrialisation et l'entrée de plain-pied dans la société de consommation. Les premiers missionnaires, protestants et catholiques, arrivés au tournant du XXe siècle convertissent l'ensemble des indigènes et poussent à l'abandon des cultes traditionnels ainsi que de certaines pratiques sociales. Ils s'attachent parallèlement à recueillir certains éléments de cette culture, posant les premiers jalons de son étude académique et forment les premières élites locales familières avec le monde occidental qui deviendront les pères de l'indépendance nauruane,.
Les différentes compagnies qui se succèdent à la tête de l'exploitation du phosphate nauruan gèrent des bibliothèques et des écoles pour leurs employés étrangers ; australiens, chinois et originaires du Pacifique mais se désintéressent globalement des Nauruans qui ne sont pas intégrés à leur système économique. À l'époque coloniale, l'accueil d'ouvriers immigrés est fait de telle manière qu'ils ont peu d'interactions avec les Nauruans. Ils vivent dans un quartier séparé et sont soumis au couvre-feu. L'Australie qui balaie en 1914 la colonie allemande et a administré l'île jusqu'en 1968 (excepté durant la période japonaise de 1942-45) occupe un statut d'ancienne métropole pour Nauru. C'est là que plusieurs générations de Nauruans sont allés poursuivre leurs études supérieures. Ils ont introduit à leur retour de nombreux éléments de la culture australienne, notamment la pratique du football australien. À l'indépendance, l'État, fort de l'argent du phosphate, dépense sans compter y compris dans le domaine de l'éducation, payant par exemple les études de ses élites à l'étranger, mais peu est fait pour préserver et diffuser la culture endogène de Nauru.
| Date         | Nom                     | Remarques                                                        |
| ------------ | ----------------------- | ---------------------------------------------------------------- |
| 1er janvier  | Jour de l'an            |                                                                  |
| 31 janvier   | Fête de l'indépendance  | Anniversaire de l'indépendance obtenue en 1968.                  |
| mars/avril   | Pâques                  | Ainsi que le Vendredi saint et le Lundi de Pâques.               |
| 17 mai       | Jour de la Constitution | Anniversaire de la Constitution écrite en 1968.                  |
| 25 septembre | National Youth Day      |                                                                  |
| 26 octobre   | Angam Day               | Anniversaire du premier dépassement du seuil de 1 500 habitants. |
| 25 décembre  | Noël                    |                                                                  |
| 26 décembre  | Boxing Day              |                                                                  |

## Nauru dans la fiction
Le roman J'ai entraîné mon peuple dans cette aventure, de l'écrivain Aymeric Patricot retrace l'histoire de Nauru depuis le début des années 1940 jusqu'aux années 2000 à travers le personnage fictif de Willie, qui devient président de l'île après son indépendance et doit faire face à la raréfaction des ressources de phosphate.
Dans le tome 2 de la bande dessinée Les Vieux Fourneaux de Lupano et Cauuet, l'un des personnages raconte l'histoire de l'exploitation du phosphate à Nauru à travers un spectacle de marionnettes. Dans le tome 5, les conditions de vie des réfugiés dans les centres de rétention sont évoquées.
Dans le roman Daemon de Daniel Suarez, sorti en 2010, la journaliste Anji Anderson se rend sur l'île de Nauru lors de son tour du monde des paradis fiscaux.
Dans Invincible, film américain sorti en 2014 retraçant l'histoire de l'athlète Louis Zamperini, l'île occupée par les Japonais en pleine guerre du Pacifique se fait bombarder par des avions américains.
Le dimanche 22 septembre 2019 a été créée au Théâtre de Liège la pièce Sabordage de Nicolas Ancion et du Collectif Mensuel. La pièce raconte l'histoire de Nauru, en tant que telle mais aussi comme métaphore de notre planète.
Dans la série Madam Secretary (saison 5, épisode 16 intitulé « The new normal »), l’île de Nauru est totalement rayée de la carte par une tempête.

#### Bases de données et dictionnaires
- Ressource relative à la vie publique :   - Parlement du Royaume-Uni
- Ressource relative au vivant :   - Invasive Species Compendium
- Ressource relative à la bande dessinée :   - Comic Vine
- Ressource relative aux beaux-arts :   - Grove Art Online
- Ressource relative à la géographie :   - Mindat.org
- Ressource relative à la musique :   - MusicBrainz
- Notices dans des dictionnaires ou encyclopédies généralistes :   - Britannica
  - Brockhaus
  - Den Store Danske Encyklopædi
  - Dizionario di Storia
  - Enciclopedia De Agostini
  - Gran Enciclopèdia Catalana
  - Internetowa encyklopedia PWN
  - Store norske leksikon
  - Treccani
  - Universalis
- Notices d'autorité :   - VIAF
  - BnF (données)
  - IdRef
  - LCCN
  - GND
  - Japon
  - Espagne
  - Israël
  - Suède
  - Australie
  - Tchéquie
  - Portugal
  - Grèce